# Harilaid
Harilaid (schwedisch Hares oder Gräsö) ist eine estnische Insel. Sie liegt etwa vier Kilometer westlich der Insel Vormsi. Die Insel gehört verwaltungsmäßig zum Dorf Förby in der Landgemeinde Vormsi (Vormsi vald).
Harilaid ist 15 Hektar groß. Die höchste Erhebung befindet sich 2,9 m über dem Meeresspiegel. Die Insel ist steinig und mit Wacholder bewachsen.
1849 wurde erstmals ein Leuchtturm auf Harilaid errichtet. Der derzeitige Turm hat eine Höhe von 19 m.

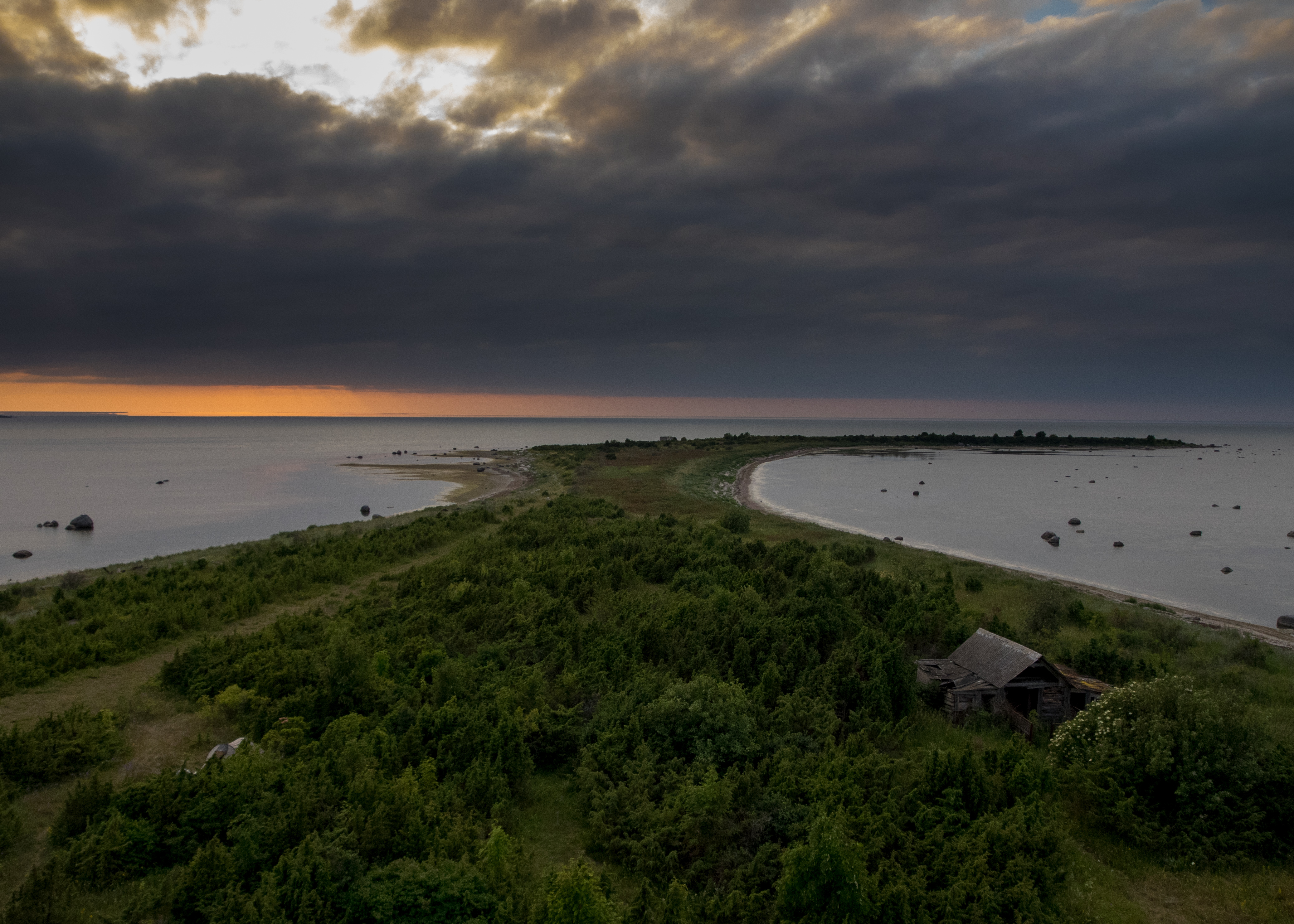
Nordteil der Insel